# Dušan Kožíšek
Dušan Kožíšek, né le 25 avril 1983 à Jilemnice, est un fondeur tchèque. Il est spécialiste du sprint et a remporté deux médailles de bronze en sprint par équipes aux Championnats du monde.

## Biographie
Il fait ses débuts en Coupe du monde en 2003, marque son premier point fin 2004 à Kuusamo (30e), signe son premier top dix fin 2005 à Nové Město na Moravě 
(8e du sprint) et monte sur son premier podium le 15 janvier 2011 à Liberec lors d'un sprint en style libre.
Pour ses premiers championnats du monde en 2005 à Oberstdorf, il remporte la médaille de bronze sur le sprint par équipes libre avec Martin Koukal derrière les Norvégiens et les Allemands. Il réalise de nouveau cette exacte performance lors des Championnats du monde 2007 à Sapporo, où avec Milan Šperl, ils battent l'Allemagne d'un dixième de seconde pour la médaille de bronze.

## Palmarès

### Jeux olympiques
| Épreuve / Édition | Sprint                           | Sprint                           | Relais | Relais    |
| Épreuve / Édition | libre                            | classique                        | Sprint | 4 × 10 km |
| JO 2006 Turin     | 22e                              | Épreuve inexistante à cette date | 10e    | 9e        |
| JO 2010 Vancouver | Épreuve inexistante à cette date | 35e                              | 6e     | -         |
| JO 2014 Sotchi    | 41e                              | Épreuve inexistante à cette date | -      | 8e        |

Légende :
- : pas d'épreuve
- — : non disputée par Kožíšek

### Championnats du monde
| Épreuve / Édition           | Sprint                           | Sprint                           | 15 km                            | 15 km                            | Poursuite / Skiathlon 2 × 15 km | 50 km | Relais                    | Relais    |
| Épreuve / Édition           | libre                            | classique                        | libre                            | classique                        | Poursuite / Skiathlon 2 × 15 km | 50 km | Sprint                    | 4 × 10 km |
| Mondiaux 2005 Oberstdorf    | Épreuve inexistante à cette date | 38e                              | —                                | Épreuve inexistante à cette date | —                               | —     | Médaille de bronze, monde | —         |
| Mondiaux 2007 Sapporo       | Épreuve inexistante à cette date | 16e                              | —                                | Épreuve inexistante à cette date | —                               | —     | Médaille de bronze, monde | —         |
| Mondiaux 2009 Liberec       | 41e                              | Épreuve inexistante à cette date | Épreuve inexistante à cette date | —                                | —                               | 34e   | —                         | —         |
| Mondiaux 2011 Oslo          | 24e                              | Épreuve inexistante à cette date | Épreuve inexistante à cette date | —                                | —                               | —     | 13e                       | —         |
| Mondiaux 2013 val di Fiemme | Épreuve inexistante à cette date | 64e                              | —                                | Épreuve inexistante à cette date | —                               | —     | 8e                        | —         |
| Mondiaux 2015 Falun         | Épreuve inexistante à cette date | 51e                              | 41e                              | Épreuve inexistante à cette date | —                               | —     | 6e                        | 9e        |

Légende :
- : troisième place, médaille de bronze
- : pas d'épreuve
- — : non disputée par Kožíšek

### Coupe du monde
- Meilleur classement général : 58e en 2008.
- 1 podium individuel : 1 troisième place.

#### Classements en Coupe du monde
| Année     | Classement général final | Classement distance | Classement sprint |
| 2004-2005 | 94e                      | 99e                 | 47e               |
| 2005-2006 | 99e                      |                     | 40e               |
| 2006-2007 | 75e                      |                     | 35e               |
| 2007-2008 | 58e                      | 81e                 | 25e               |
| 2008-2009 | 81e                      | 80e                 | 45e               |
| 2009-2010 | 93e                      | 109e                | 49e               |
| 2010-2011 | 65e                      |                     | 26e               |
| 2012-2013 | 141e                     |                     | 85e               |
| 2013-2014 | 164e                     |                     | 104e              |
| 2014-2015 | 84e                      | 49e                 |                   |
| 2015-2016 | 85e                      |                     | 38e               |